# Coelurotricha
Coelurotricha är ett släkte av fjärilar. Coelurotricha ingår i familjen Uraniidae.
Kladogram enligt Catalogue of Life:
| Coelurotricha | \| \| Coelurotricha curvilinea \| \| \| \| \| \| Coelurotricha imitans \| \| \| \| |
|               | \| \| Coelurotricha curvilinea \| \| \| \| \| \| Coelurotricha imitans \| \| \| \| |
|               | Coelurotricha curvilinea                                                           |
|               |                                                                                    |
|               | Coelurotricha imitans                                                              |
|               |                                                                                    |